# 日本人のメジャーリーグベースボール選手が獲得したタイトル・表彰一覧
日本人のメジャーリーグベースボール選手が獲得したタイトル・表彰一覧は、野球のメジャーリーグベースボールに所属している、またはしていた日本人選手が獲得したタイトル・表彰の一覧。

## 主な獲得タイトル・表彰

### 1990年代
- 1995年
  - 野茂英雄（ロサンゼルス・ドジャース） - 新人王、ピッチャー・オブ・ザ・マンス（6月）、最多奪三振、Topps ルーキーオールスターチーム（英語版）[1]、週間MVP（6月第4週）
- 1996年
  - 野茂英雄（ロサンゼルス・ドジャース） - ピッチャー・オブ・ザ・マンス（9月）、週間MVP（4月第2週、9月第4週）
- 1998年
  - 伊良部秀輝（ニューヨーク・ヤンキース） - ピッチャー・オブ・ザ・マンス（5月）
- 1999年
  - 伊良部秀輝（ニューヨーク・ヤンキース） - ピッチャー・オブ・ザ・マンス（7月）

### 2000年代
- 2000年
  - 佐々木主浩（シアトル・マリナーズ） - 新人王、Topps ルーキーオールスターチーム
- 2001年
  - イチロー（シアトル・マリナーズ） - ルーキー・オブ・ザ・マンス（4月、5月、8月、9月）、MVP、新人王、首位打者、最多盗塁、シルバースラッガー賞、ゴールドグラブ賞、オールスター最多得票（3,373,035票）、Topps ルーキーオールスターチーム
  - 新庄剛志（ニューヨーク・メッツ） - Topps ルーキーオールスターチーム
  - 野茂英雄（ボストン・レッドソックス） - 最多奪三振、週間MVP（4月第1週）
  - 佐々木主浩（シアトル・マリナーズ） - 週間MVP（4月第4週）
- 2002年
  - 石井一久（ロサンゼルス・ドジャース） - ルーキー・オブ・ザ・マンス（4月）
  - イチロー（シアトル・マリナーズ） - ゴールドグラブ賞、オールスター最多得票（2,516,016票）
- 2003年
  - イチロー（シアトル・マリナーズ） - ゴールドグラブ賞、オールスター最多得票（2,130,708票）
  - 松井秀喜（ニューヨーク・ヤンキース） - ルーキー・オブ・ザ・マンス（6月）、週間MVP（6月第5週）
- 2004年
  - イチロー（シアトル・マリナーズ） - プレイヤー・オブ・ザ・マンス（8月）、首位打者、ゴールドグラブ賞、コミッショナー特別表彰、週間MVP（8月第2週）
  - 大塚晶則（サンディエゴ・パドレス） - 最多ホールド
  - 松井秀喜（ニューヨーク・ヤンキース） - 週間MVP（5月第5週）
- 2005年
  - 井口資仁（シカゴ・ホワイトソックス） - Topps ルーキーオールスターチーム
  - イチロー（シアトル・マリナーズ） - ゴールドグラブ賞
  - 松井秀喜（ニューヨーク・ヤンキース） - 週間MVP（6月第3週）
- 2006年
  - イチロー（シアトル・マリナーズ） - ゴールドグラブ賞、週間MVP（6月第1週）
  - 斎藤隆（ロサンゼルス・ドジャーズ） - 救援最多奪三振
- 2007年
  - イチロー（シアトル・マリナーズ） - ゴールドグラブ賞、シルバースラッガー賞、オールスターMVP
  - 岡島秀樹（ボストン・レッドソックス） - ルーキー・オブ・ザ・マンス（4月）、Topps ルーキーオールスターチーム
  - 斎藤隆（ロサンゼルス・ドジャーズ） - 月間最優秀救援（8月）
  - 松井秀喜（ニューヨーク・ヤンキース） - プレイヤー・オブ・ザ・マンス（7月）
  - 松坂大輔（ボストン・レッドソックス） - 週間MVP（5月第3週）
- 2008年
  - イチロー（シアトル・マリナーズ） - ゴールドグラブ賞
- 2009年
  - イチロー（シアトル・マリナーズ） - ゴールドグラブ賞、シルバースラッガー賞
  - 松井秀喜（ニューヨーク・ヤンキース） - ワールドシリーズMVP

### 2010年代
- 2010年
  - イチロー（シアトル・マリナーズ） - ゴールドグラブ賞、週間MVP（9月第4週）
- 2011年
  - 松井秀喜（オークランド・アスレチックス） - 週間MVP（7月第4週）
- 2012年
  - ダルビッシュ有（テキサス・レンジャーズ） - ルーキー・オブ・ザ・マンス（4月）、Topps ルーキーオールスターチーム
  - イチロー（ニューヨーク・ヤンキース） - 週間MVP（9月第4週）
- 2013年
  - ダルビッシュ有（テキサス・レンジャーズ） - 最多奪三振
  - 上原浩治（ボストン・レッドソックス） - リーグチャンピオンシップシリーズMVP
- 2014年
  - 田中将大（ニューヨーク・ヤンキース） - ピッチャー・オブ・ザ・マンス（5月）、Topps ルーキーオールスターチーム
- 2015年
  - 岩隈久志（シアトル・マリナーズ） - 週間MVP（8月第3週）
- 2016年
  - 前田健太（ロサンゼルス・ドジャース） - Topps ルーキーオールスターチーム
  - イチロー（マイアミ・マーリンズ） - 週間MVP（8月第1週）
- 2018年
  - 大谷翔平（ロサンゼルス・エンゼルス） - 新人王、週間MVP（4月第1週、9月第1週）、ルーキー・オブ・ザ・マンス（4月、9月）、Topps ルーキーオールスターチーム

### 2020年代
- 2020年
  - ダルビッシュ有（シカゴ・カブス） - 最多勝利、ピッチャー・オブ・ザ・マンス（8月）、オールMLBチーム（ファーストチーム・先発投手部門）
  - 前田健太（ミネソタ・ツインズ） - オールMLBチーム（セカンドチーム・先発投手部門）
- 2021年
  - 大谷翔平（ロサンゼルス・エンゼルス） - MVP、コミッショナー特別表彰、ESPY賞、週間MVP（6月第3週、6月第4週）、プレイヤー・オブ・ザ・マンス（6月、7月）、球団MVP、球団最優秀投手、プレイヤーズ・チョイス（年間最優秀選手）、シルバースラッガー賞（指名打者部門）、オールMLBチーム（ファーストチーム・指名打者部門、セカンドチーム・先発投手部門）、エドガー・マルティネス賞
- 2022年
  - 大谷翔平（ロサンゼルス・エンゼルス） - エドガー・マルティネス賞、球団MVP、球団最優秀投手、オールMLBチーム（ファーストチーム・先発投手部門、セカンドチーム・指名打者部門）
- 2023年
  - 大谷翔平（ロサンゼルス・エンゼルス） - MVP、最多本塁打、エドガー・マルティネス賞、ハンク・アーロン賞、シルバースラッガー賞（指名打者部門）、オールMLBチーム（ファーストチーム・先発投手部門・指名打者部門）プレイヤーズ・チョイス（アメリカンリーグ最優秀選手）、球団MVP、週間MVP（6月第4週、6月第4週、7月第4週）、プレイヤー・オブ・ザ・マンス（6月、7月）
- 2024年
  - 今永昇太（シカゴ・カブス）- ルーキー・オブ・ザ・マンス（3・4月）
  - 大谷翔平（ロサンゼルス・ドジャース） - MVP、最多本塁打、最多打点、週間MVP（4月最終週～5月第1週）